# Abraham de Vries

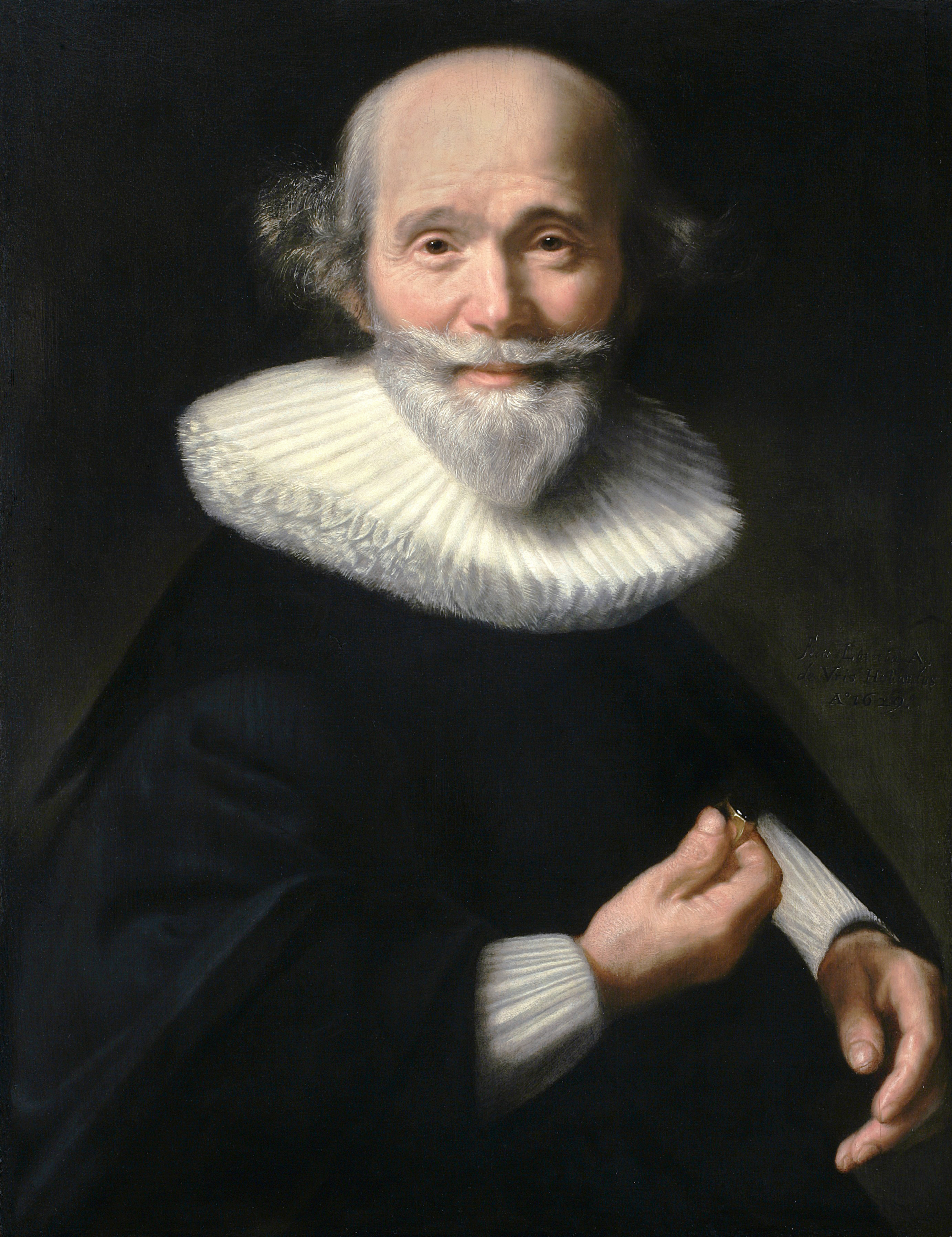
Portrait d'homme, 1629 (Paris, musée du Petit Palais) par Abraham de Vries.

Abraham de Vries (vers 1590, Rotterdam ou La Haye - vers 1655, La Haye) est un peintre néerlandais du siècle d'or. Il est connu pour ses peintures de portraits et de paysages.

## Biographie
Bien que son lieu et sa date de naissance ne soient pas connus, il est vraisemblable que Roelof van Vries soit né vers 1590 à Rotterdam ou à La Haye aux Pays-Bas. Il fait de courts séjours en Flandres à Anvers (1628, 1632, 1633, 1635) et en France, à Lyon (1613), Aix-en-Provence (1623), Montpellier (1625), Bordeaux (1626), Paris (1626-1627, 1628-1629, 1634, 1635). Il devient membre de l'association des peintres, appelée Confrérie Pictura, à La Haye en 1644. 
Il meurt vers 1655 à La Haye.

## Œuvres
- Portrait d'un homme[2], Musée du Petit Palais, Paris
- Portrait d'un homme[3], The Metropolitan Museum of Art, New York
- Portrait d'un officier[4], Musée des beaux-arts et d'archéologie Joseph-Déchelette, Roanne
- Autoportrait[5], Rijksmuseum, Amsterdam
- David de Moor[6], Rijksmuseum, Amsterdam
- Portrait d'une femme[7], Rijksmuseum, Amsterdam
- Portrait de femme, Palais des Beaux-Arts, Lille
- Portrait d'Hendrik Rammelman, époux de Maria van Hogendorp[8], Amsterdam Historische Museum, Amsterdam
- Portrait de Maria van Hogendorp, épouse de Hendrik Rammelman[9], Amsterdam Historische Museum, Amsterdam
- Portrait d'un couple, vers 1630, Wellesley, Davis Museum